# 行彤傣語
行彤傣语是一種台語支語言，分布在越南、老挝波里坎塞省坎格县、巴卡汀县和万东县。行彤傣语有两种方言：Pao和Yo。 （页面存档备份，存于）

## Lai Pao文
越南老街省猛康县的行彤傣语有一种独特的文字，称为Lai Pao。自2006年开始，Lai Pao文保护工作主要由迈克尔·非利路斯(Michel Ferlus)进行。 （页面存档备份，存于）